# Hjulerum
Hjulerum är en by i västra delen av Ringarums socken, Valdemarsviks kommun.
Flera av byns gårdar ligger utmed sjön Yxningen, medan andra gårdar flyttats från sjön i samband med laga skiftet vid mitten av 1800-talet. I Hjulerum fanns en vattendriven kvarn med såg och vid sjön Yxningen har i byn funnits sammanlagt tre sågar. En såg låg vid foten till den sk. Rävnäsudden, en annan nedanför torpet Fagerhult och den sista nedanför gården Back. Sistnämnda sågbyggnad stod kvar in på 1980-talet, de andra revs långt tidigare.
Hjulerum angränsar mot byarna Säverum, Mixdala, Gistesum och Kömnevik.